# José Bielsa
Pour les articles homonymes, voir Bielsa (homonymie).
José Bielsa, né en 1931 à Madrid (Espagne), est un auteur de bande dessinée espagnol.

## Publications
- Quand les héros étaient des dieux, scénario de Lucien Combelle, Dargaud, 1969
- Les Mange-bitume, scénario de Jacques Lob, Dargaud, 1974
- Recueil du journal Lucky Luke n°2 (collectif), Dargaud, 1975
- Joe Fast, scénario de François Truchaud, Dargaud
  1. Joe Fast, agent spécial F.B.I., 1975
  2. Les Atouts de Joe Fast, 1975
- Histoire de France en bandes dessinées, tome 5 : De Louis XIV à la révolution (collectif), Larousse, 1976
- La Découverte du monde en bandes dessinées, Larousse
  - 2. L'Aventure des Vikings, collectif, 1978
  - 5. Vasco de Gama, collectif, 1979
- Histoire du Far West, tome 10 : Fort Alamo, scénario de Franck Giroud, Larousse, 1980